# Trà Xinh
Trà Xinh là một xã thuộc huyện Trà Bồng, tỉnh Quảng Ngãi, Việt Nam.
Xã Trà Xinh có diện tích 80,75 km², dân số năm 1999 là 1380 người, mật độ dân số đạt 17 người/km².